# Julien Bontemps
Pour les personnes ayant le même patronyme, voir Bontemps.
 (octobre 2015).
Julien Bontemps est un véliplanchiste renommé de Gérardmer, né le 1er juin 1979 à Épinal. Membre de l'équipe de France, il évolue dans les championnats internationaux.
Il est marié à Irina Konstantinova, licenciée également à l'ASPTT Nantes et membre de l'équipe de Bulgarie de planche à voile. Il a participé deux fois aux Jeux Olympiques en RS:X.

## Carrière

### Ses clubs
Il a appris la voile et est monté à un haut niveau sportif dans le club de l'ASG Voile. Maintenant, il évolue à l'ASPTT Nantes.

### Les Jeux Olympiques
Champion du Monde en titre, Julien Bontemps se présente aux Jeux olympiques d'Athènes en favori, mais à la suite de l'utilisation de matériel non jaugé (il faut en effet que le matériel soit soumis au contrôle d'un jury avant de pouvoir être utilisé), il sort de la course au titre suprême pour finir à la 9e place.
Lors des Jeux olympiques de Pékin, il réalise un excellent parcours pour arriver en tête du classement sur la ligne de départ de la Medal Race, avec un point d'avance sur le Néo-Zélandais Tom Ashley et le Britannique Nick Dempsey. Julien termine la dernière manche sur une cinquième place, juste derrière Ashley qui le prive alors de l'or olympique. Cette médaille d'argent confirme le bon niveau de la planche à voile olympique française, après le titre de Franck David à Barcelone en 1992 et celui de Faustine Merret à Athènes en 2004. Elle est aussi la trentième médaille française lors de l'Olympiade chinoise.

## Palmarès

### Jeux olympiques
- 5e des Jeux olympiques de Londres en 2012
- Médaillé d'argent aux Jeux Olympiques de Pékin en 2008
- 9e des Jeux olympiques d'Athènes en 2004

### Championnat du monde
- Champion du monde de planche à voile Mistral en 2004
- Champion du monde de planche à voile RS:X en 2005
- Champion du monde de planche à voile RS:X en 2012
- Champion du monde de planche à voile RS:X en 2014

### Coupe du Monde
- Vainqueur de la Coupe du Monde en 2010

### Championnat d'Europe
- Champion d'Europe de planche à voile Mistral en 2001 et 2003
- Vice-champion d'Europe de planche à voile RS:X en 2008 et 2009 et en Mistral en 1999 et 2004
- Troisième de planche à voile Mistral en 2000

### Jeux méditerranéens
- Médaille d'or en planche à voile Mistral en 2001